# Elymus oliveri
Elymus oliveri är en gräsart som först beskrevs av George Claridge Druce, och fick sitt nu gällande namn av Aleksandre Melderis och D.C.Mcclint. Elymus oliveri ingår i släktet elmar, och familjen gräs. Inga underarter finns listade i Catalogue of Life.